# Prva hrvatska hrvačka liga 2005./06.
Prva hrvatska hrvačka liga za sezonu 2005/06.
Sudionici su varaždinski "Varteks", petrinjski "Gavrilović", zagrebački "Lika", "Zagreb" i "Lokomotiva", slatinska "Slatina", brezovički "Hrv.dragovoljac", gospićki "Ban Jelačić", porečki "Poreč" i splitski "Split".

## Konačna ljestvica
```
Por.   Klub         Bod
 1. Varteks         124
 2. Gavrilović      110,5
 3. Lika            101
 4. Zagreb           73,5
 5. Slatina          57,5
 6. Hr.dragovoljac   42,5
 7. Lokomotiva       18,5
 8. Ban Jelačić      15
 9. Poreč            14,5
10. Split             1,5
```